# Литовська гривня

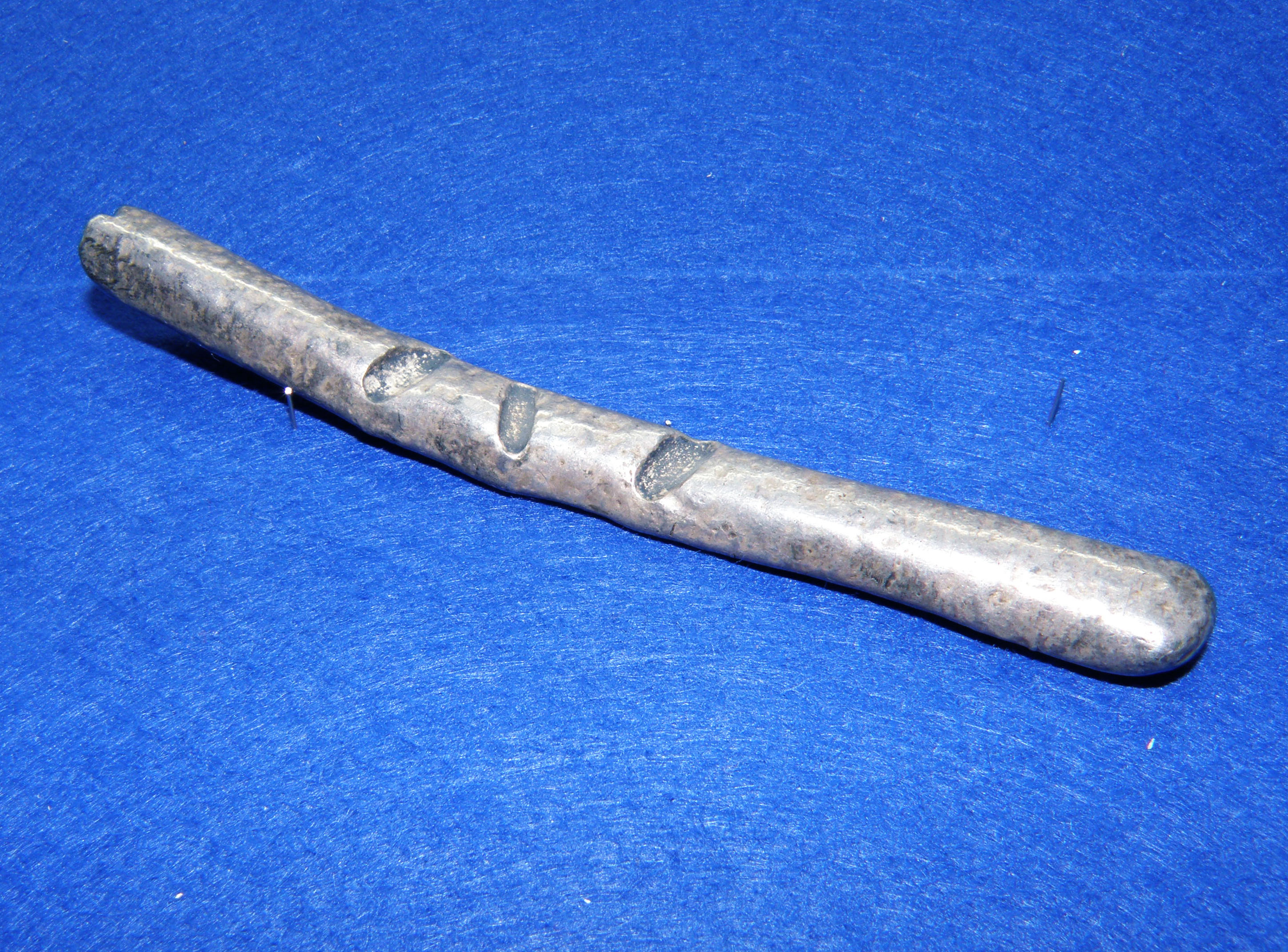
Литовська гривня з (Білорусь), знайденого 1979 року.

Литовська гривня (біл. ізрой, лит. lietuviškas ilgasis, рос. рубль) — вид товарних грошей у вигляді срібного зливка, які використовувалися балтськими племенами і у ранній період історії Великого князівства Литовського у 12-15 століттях. Найчастіше вони являли собою напівкруглі стрижні довжиною близько 13 см і вагою від 100 до 110 г. Зливки були витіснені карбованими монетами в середині 15-го століття.

## Виготовлення
Литовські гривні виготовлялися з імпортного срібла, бо у Прибалтиці в той час срібних копалень не було. Найважливішими постачальниками срібла були копальні з Гарца (сучасна Німеччина), особливо — з Раммельсберґа.